# Asthenotricha psephotaenia
Asthenotricha psephotaenia là một loài bướm đêm trong họ Geometridae.